# مقايسة برادفورد للبروتين

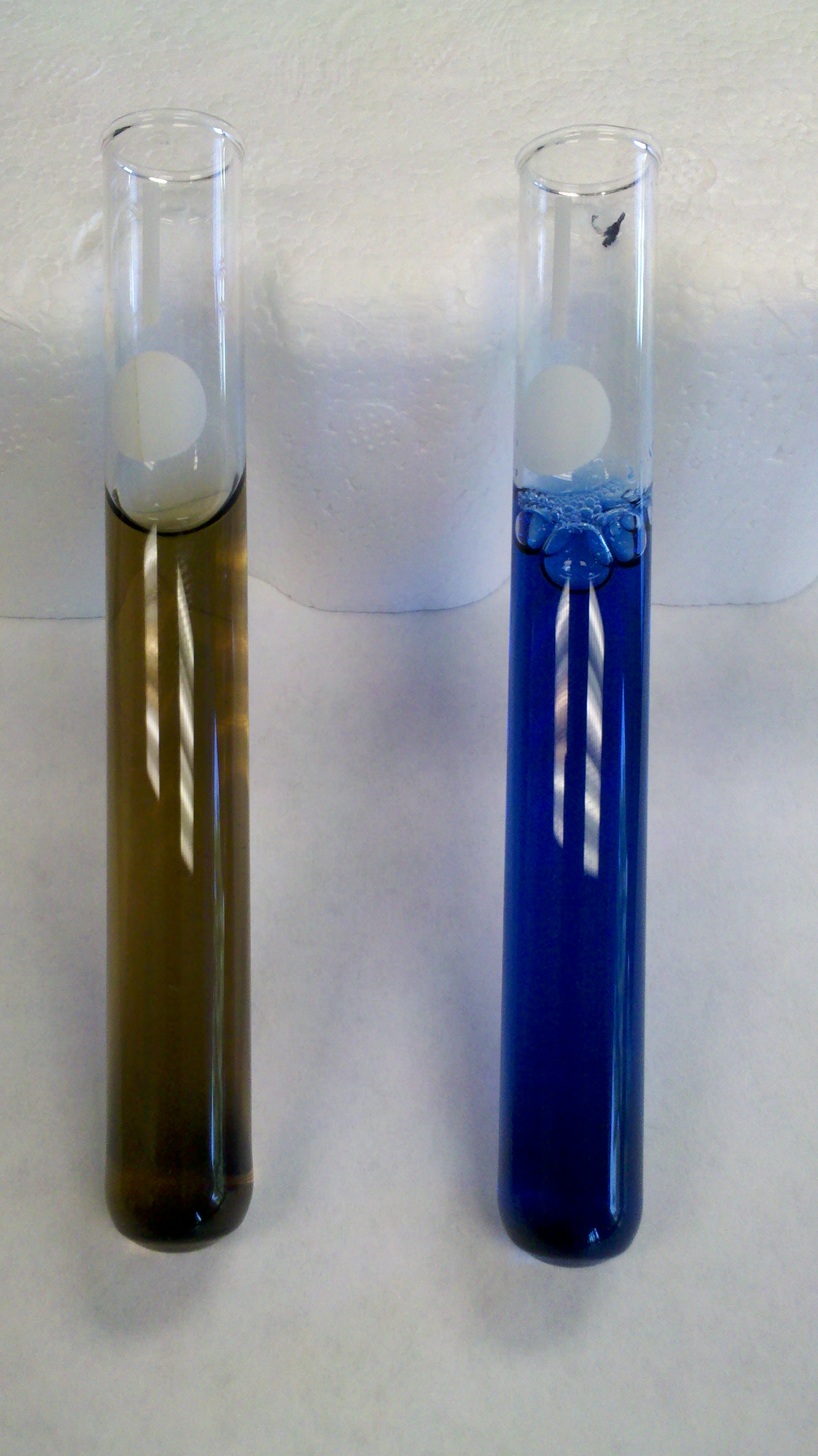

مقايسة برادفورد للبروتين (بالإنجليزية: Bradford protein assay)‏
وهو إجراء عملية طيفية تحليلية لقياس تركيز البروتين في التوصل إلى تركيز البروتين في محلول معين. يعتمد على تكوين الأحماض الأمينية من البروتين قياسه. تم تطوير مقايسة البروتين برادفورد بواسطة  ماريون برادفورد.

## المبدأ
يعتمد  مقايسة برادفورد للبروتين، وهو مقايسة البروتين اللوني، على مبدأ التحول في الامتصاصية في صبغة كوماسي الزرقاء G-250 في ظل الظروف الحمضية يتم تحويلها من شكل أحمر إلى شكل أكثر زرقة ليرتبط بالبروتين المراد فحصه.
خلال عملية تشكيل هذا المعقد، يتكون نوعين من تفاعلات الروابط :
ألشكل الأحمر من صبغة كوماسي بالبداية يقوم بمنح أو إعطاء الكترون حر للمجموعات المتأينة من البروتين.
الذي يؤدي إلى تعطيل الحالة الاصلية أو الطبيعية للبروتين، وبالتالي تعريض جيوبه ألكارهة للماء.